# Дінмухамеда Кунаєва (Шуський район)
Дінмухаме́да Куна́єва (каз. Дінмұхамед Қонаев) — село у складі Шуського району Жамбильської області Казахстану. Адміністративний центр та єдиний населений пункт сільського округу Дінмухамеда Кунаєва.
До 2000 року село називалося Ленінське.
Населення — 6226 осіб (2021; 5371 у 2009, 5630 у 1999, 5896 у 1989).